# Robert Benoit
Pour les articles homonymes, voir Benoît.
Robert Benoit est un acteur français né le 19 mars 1941, directeur et fondateur de la compagnie Pic'Art Théâtre.

## Biographie
Acteur français, ancien élève de René Simon et Fernand Ledoux au Conservatoire national supérieur d'art dramatique de Paris, promotion 1967. 
Il a obtenu un Premier prix à l’unanimité en Comédie Moderne, un second en Comédie Classique, un Premier Accessit en Tragédie (1967). 
Son premier grand rôle théâtral a été dans Roméo et Juliette en 1968, mis en scène par Michael Cacoyannis, de William Shakespeare au Théâtre national de Chaillot. 
Au cinéma, après ses premiers rôles chez  Claude Autant-Lara (Le Journal d'une femme en blanc, 1965) et Pierre Kast (Drôle de jeu, 1968), il s'est rendu célèbre en 1974 par son rôle de Michel Caral dans L'Ombre d'une chance de Jean-Pierre Mocky, suivi par beaucoup des téléfilms (Julie Charles de Jean Kerchbron, jumeaux de La tour de Nesle, Marc dans Un jour sombre dans la vie de Marine, Julien dans Au bout du chemin). 
Il a créé le Pic'Art Théâtre, en 1988.

## Filmographie

### Acteur

#### Cinéma
- 1965 : Le Journal d'une femme en blanc, de Claude Autant-Lara : Yves Hugon
- 1968 : Drôle de jeu, de Pierre Kast  et Jean-Daniel Pollet : Frédéric
- 1969 : Erotissimo, de Gérard Pirès  : Olaf (non crédité)
- 1969 : Trois hommes sur un cheval, de Marcel Moussy : Un journaliste
- 1969 : À quelques jours près, de Yves Ciampi
- 1972 : Le Charme discret de la bourgeoisie, de Luis Buñuel
- 1973 : Don Juan ou Si Don Juan était une femme..., de Roger Vadim
- 1974 : L'Ombre d'une chance, de Jean-Pierre Mocky : Michel Caral
- 1975 : Section spéciale, de Costa-Gavras : M. Jacquinot, l'avocat de Léon Redondeau
- 1978 : Ce diable d'homme, de Marcel Camus  : Saint-Lambert
- 1979 : Le Pape des escargots, de Jean Kerchbron : Gilbert
- 1980 : Les Turlupins, de Bernard Revon  : Le fiancé
- 1982 : Ils appellent ça un accident, de Nathalie Delon : Le docteur Jeanlin
- 1984 : Les parents ne sont pas simples cette année, de Marcel Jullian
- 1991 : Mocky Story, de Jean-Pierre Mocky : Le fils de Mocky
- 2002 : Napoléon, de Jean-Pierre Guérin : Cosaque

#### Courts métrages
- 1970 : Florentine, de Bernard Bouthier, présenté au Festival de Cannes
- 2003 : Mr Zubeck, de Arnaud Boland

#### Télévision

##### Séries télévisées
- 1969 : La Légende de Bas-de-Cuir (Die Lederstrumpferzählungen), de Sergiu Nicolaescu, Pierre Gaspard-Huit et Jean Dréville: Paul Hover
- 1971 : Un mystère par jour / Les dossiers du professeur Morgan, de Guy Jorré
- 1974 : Messieurs les jurés, de André Michel : Philippe Castet
- 1979 : Les Amours de la Belle Époque, de René Lucot : Frédéric
- 1979 : Un juge, un flic, de Denys de La Patellière : L'avocat
- 1981 : Cinéma 16 / Au bout du chemin, de Daniel Martineau : Julien Dormoy
- 1991 : Renseignements généraux / Le Démon de midi, de Alain-Michel Blanc : Simon
- 1992 : Port-Breac'h, de Pierre Goutas  : Gilles Langeac
- 1999 : Maître Da Costa / Les violons de la calomnie, de Jean-Louis Bertuccelli : Agent

##### Téléfilms
- 1964 :  Fermina Márquez, de Jean Bescont
- 1966 : Antony, de Jean Kerchbron
- 1966 : La machine à écrire, de Gilbert Pineau : Pascal et Maxime
- 1966 : La tour de Nesle, de Jean-Marie Coldefy : Gauthier d'Aulnay / Philippe d'Aulnay
- 1967 : Hommes de caractère / Alerte à Jonzac, de Jean Kerchbron : Ruibet
- 1968 : Hélène ou la Joie de vivre, de Claude Barma : Télémaque
- 1968 :  Lélia ou la vie de George Sand, de Henri Spade : Chopin
- 1969 : La robe poignardée, de Jean Vernier : Missirilli
- 1969 : La bonne éducation, de Marcel Blistène : Professeur
- 1970 : Un crime de bon ton, de Henri Spade : Michel
- 1972 : Le Nez d'un notaire, de Pierre Bureau : Simon Steinbourg
- 1974 : Cadoudal, de Guy Séligmann : Lauriston
- 1974 : Julie Charles, de Jean Kerchbron : Alphonse de Lamartine
- 1978 : Les grandes conjurations: Le connétable de Bourbon, de Jean-Pierre Decourt : Philippe de Châlon
- 1979 : La Maréchale d'Ancre, de Jean Kerchbron, d'après la pièce d'Alfred de Vigny : De Luynes
- 1980 : La grêle, de Pierre Cavassilas
- 1981 : Quatre femmes, quatre vies : La belle alliance, de Renaud de Dancourt : Olivier
- 1981 : Un jour sombre dans la vie de Marine, de Josyane Serror : Marc
- 1992 : Vacances au purgatoire, de Marc Simenon
- 1998 : Victor Schoelcher, l'abolition, de Paul Vecchiali  : Marrast

## Théâtre
- 1963 : Le fil rouge d'Henry Denker, mise en scène de Raymond Rouleau, Théâtre du Gymnase Marie-Bell
- 1964 : Photo-Finish[9], comédie en 3 actes de Peter Ustinov ; version française de Maurice Druon et Peter Ustinov, mise en scène de Peter Ustinov, Théâtre des Ambassadeurs
- 1965 : Le Plus Grand des Hasards de Max Régnier, mise en scène de Georges Douking, Théâtre de la Porte-Saint-Martin
- 1965 : Croque-Monsieur, mise en scène de Jean-Pierre Grenier, Théâtre Saint-Georges
- 1966 : Les Plaideurs de Racine, mise en scène de Georges Chamarat, Comédie-Française
- 1967 : George Dandin de Molière, mise en scène de Georges Chamarat, Comédie-Française
- 1967 : Phèdre de Racine, mise en scène de Jean-Pierre Dougnac
- 1967 : On ne badine pas avec l'amour d'Alfred de Musset, mise en scène de Jean Darnel, Festival d'Art dramatique Saint-Malo
- 1968 : Roméo et Juliette de William Shakespeare, mise en scène de Michael Cacoyannis, TNP Théâtre de Chaillot
- 1969 : Les Garçons de la bande[10] d'après Mart Crowley (The Boys in the Band), mise en scène de Jean-Laurent Cochet, Théâtre Édouard VII[11]
- 1969 : Noces de sang d’après Federico García Lorca, mise en scène de Serge Bouillon
- 1969 : Andromaque de Racine, mise en scène de Bernard Jenny,Théâtre du Vieux-Colombier
- 1970 : La Folle de Chaillot de Giraudoux, mise en scène Michel Fagadau, Festival National de Bellac
- 1971 : Électre de Giraudoux, mise en scène d'Andréas Voutsinás, Festival National de Bellac
- 1971 : Les Estivants de Maxime Gorki, mise en scène d'Edmond Tamiz
- 1973 : Par-dessus bord de Michel Vinaver, mise en scène de Roger Planchon, Théâtre national populaire Villeurbanne
- 1976 : Elizabeth I de Paul Foster (en), mise en scène de Liviu Ciulei
- 1976 : Lucrèce Borgia de Victor Hugo, mise en scène de Jean Serge, Festival de Bonneval
- 1977 : Le Cid de Corneille, mise en scène de Jean-Roger Tandou, Maison de la culture de Saint-Étienne[12]
- 1979 : Fando et Lis de Fernando Arrabal, Mise en scène de Robert Benoit, Théâtre de la Gaîté-Montparnasse
- 1979 : Kean d'Alexandre Dumas, mise en scène de Mario Franceschi, Théâtre Marigny
- 1980 : Point H, mise en scène de Françoise Delille, Théâtre Tristan Bernard
- 1983 : Amphitryon 38 de Giraudoux, mise en scène d'Odile Mallet et Geneviève Brunet, Festival de Bellac, Théâtre du Musée Grévin
- 1993 : Le Canard à l’orange, mise en scène de Michel Roux, Théâtre Daunou
- 1993 : L’École des dictateurs[13] d’après Ignazio Silone (La scuola dei dittatori, 1938), mise en scène de Christian Le Guillochet - Lucernaire
- 2008 : Lettre à mon juge de Georges Simenon, adaptation théâtrale de Robert Benoit, Lucernaire[14]
- 2012 : Lettre à ma mère de Georges Simenon, adaptation théâtrale de Robert Benoit[15], Comédie de Picardie, Lucernaire
- 2016 : L'Ablation d'après Tahar Ben Jelloun, adaptation théâtrale de Robert Benoit[16], Comédie de Picardie